# Souvigné-sur-Même
Souvigné-sur-Même is een gemeente in het Franse departement Sarthe (regio Pays de la Loire) en telt 167 inwoners (1999). De plaats maakt deel uit van het arrondissement Mamers.

## Geografie
De oppervlakte van Souvigné-sur-Même bedraagt 6,2 km², de bevolkingsdichtheid is 26,9 inwoners per km².
De onderstaande kaart toont de ligging van Souvigné-sur-Même met de belangrijkste infrastructuur en aangrenzende gemeenten.

## Demografie
Onderstaande figuur toont het verloop van het inwonertal (bron: INSEE-tellingen).